# Campeonato Rondoniense 2006
In 2006 werd het 60ste Campeonato Rondoniense gespeeld voor voetbalclubs uit de Braziliaanse staat Rondônia. De competitie werd georganiseerd door de FFER en werd gespeeld van 4 maart tot 4 juni. Ulbra  werd kampioen. 

## Eerste fase
| Plaats | Club             | Wed. | W | G | V  | Saldo | Ptn. |
| ------ | ---------------- | ---- | - | - | -- | ----- | ---- |
| 1.     | Ulbra            | 12   | 9 | 1 | 2  | 47:10 | 28   |
| 2.     | Vilhena          | 12   | 7 | 2 | 3  | 24:13 | 23   |
| 3.     | União Cacoalense | 12   | 6 | 2 | 4  | 16:10 | 20   |
| 4.     | Ji-Paraná        | 12   | 5 | 3 | 4  | 18:15 | 18   |
| 5.     | Genus            | 12   | 5 | 0 | 7  | 19:30 | 15   |
| 6.     | Pimentense       | 12   | 3 | 3 | 6  | 21:18 | 12   |
| 7.     | Shallon          | 12   | 1 | 1 | 10 | 14:64 | 4    |

|  | Geplaatst voor tweede fase |
|  | Degradatie                 |

## Tweede fase
In geval van gelijkspel gaat de club met het beste resultaat in de competitie door. 
|  | halve finale     | halve finale | halve finale | halve finale |  |         | finale | finale | finale | finale |
|  |                  |              |              |              |  |         |        |        |        |        |
|  |                  |              |              |              |  |         |        |        |        |        |
|  | Ji-Paraná        | 1            | 2            | 3            |  |         |        |        |        |        |
|  | Ulbra            | 5            | 4            | 9            |  |         |        |        |        |        |
|  |                  |              |              |              |  | Ulbra   | 1      | 0      | 1      |        |
|  |                  |              |              |              |  | Vilhena | 0      | 1      | 1      |        |
|  | União Cacoalense | 1            | 0            | 1            |  |         |        |        |        |        |
|  | Vilhena          | 2            | 0            | 1            |  |         |        |        |        |        |

### Kampioen
| Campeonato Rondoniense de 2006 |
| Rondônia                       |
| ------------------------------ |
| ULBRA Kampioen (1° titel)      |